# Tearaway
Tearaway è un videogioco a piattaforme sviluppato da Media Molecule, creatori della serie LittleBigPlanet, per PlayStation Vita.

## Rilascio
Fu annunciato al GamesCom il 15 agosto 2012, e il 20 novembre 2013 venne rilasciato in Australia, mentre due giorni dopo uscì in Europa, negli Stati Uniti d'America e in India; il 5 dicembre fu rilasciato in Giappone.

## Accoglienza
Il gioco detiene un punteggio di 88.07% sul sito aggregatore di recensioni GameRankings, mentre su Metacritic il punteggio è di 87/100.
Nel 2013, Tearaway vinse il premio Edge come miglior visual design in un videogioco.

## Edizione ampliata
Una versione espansa del gioco, intitolata Tearaway: Avventure di Carta (in inglese Tearaway Unfolded), è stata annunciata per PlayStation 4 il 12 agosto 2014, durante l'edizione di quell'anno del Gamescom. L'uscita del gioco è avvenuta per il 9 settembre 2015 in Europa.